# جوليا دين (ممثلة)
جوليا دين (بالإنجليزية: Julia Dean)‏ هي ممثلة أمريكية، ولدت في 22 يوليو 1830 في Pleasant Valley (town), New York ‏ في الولايات المتحدة، وتوفيت في 6 مارس 1868 في نيويورك في الولايات المتحدة.